# Beneta Llopis Sarrió
Beneta Llopis Sarrió (Barcelona, 1929 - 2005) fou una assistenta social des de l'àmbit del dret civil. Treballadora social i presidenta de l'Associació d'Assistents Socials, va lluitar per convertir aquesta institució de l'àmbit canònic a l'àmbit civil. A partir d'aquest pas es va fundar la federació d'associacions en l'àmbit estatal, de la qual va ser presidenta des del 1967 fins al 1972. Per mitjà de l'Associació d'Assistents Socials es va crear la Revista de Treball Social, de la qual Beneta Llopis va ser directora durant disset anys. Gràcies a l'esforç de l'associació de Barcelona, es va crear l'actual Col·legi Oficial de Diplomats en Treball Social i Assistents Socials de Catalunya. Dins del món de l'empresa, Beneta Llopis es va dedicar a lluitar com a treballadora social des del Departament de Recursos Humans, en el qual es tractaven qüestions personals i problemàtiques laborals amb la intenció de reivindicar els drets laborals.

## Altres pioneres del treball social
- Maria Dolors Artemán i Boix
- Rosa Maria Suñé i Colell
- Teresa Majem Jordi